# 1506 Xosa
Xosa (asteróide 1506) é um asteróide da cintura principal, a 1,9058737 UA. Possui uma excentricidade de 0,2595179 e um período orbital de 1 508,21 dias (4,13 anos).
Xosa tem uma velocidade orbital média de 18,56534304 km/s e uma inclinação de 12,53694º.
Esse asteróide foi descoberto em 15 de Maio de 1939 por Cyril Jackson.
Seu nome é uma referência aos Xhosa, etnia africana.